# Hjerternes sang
Hjerternes sang er det fjerde studiealbum af den danske sangerinde Lis Sørensen, der udkom i 1989 på RCA Records. Albummet solgte 340.000 eksemplarer i Skandinavien. Hjerternes sang blev nomineret til en Danish Music Award for Årets danske album i 1990.

## Spor
Alle sange er produceret af Jan Sivertsen og Lis Sørensen; undtagen "Mine øjne de skal se", som er produceret af Anne Linnet. 
| #   | Titel                                                            | Tekst                      | Musik                                  | Længde |
| --- | ---------------------------------------------------------------- | -------------------------- | -------------------------------------- | ------ |
| 1.  | "Mine øjne de skal se"                                           | Anne Linnet                | Linnet                                 | 4:33   |
| 2.  | "Morgensol"                                                      | Jens Folmer Jepsen         | Lars Muhl                              | 4:23   |
| 3.  | "Fri for at drømme om dig"                                       | Steffen Brandt             | Poul Halberg                           | 4:38   |
| 4.  | "Ta' mig med storm"                                              | Jens Folmer Jepsen         | Lars Muhl                              | 3:56   |
| 5.  | "En forelsket kvinde"                                            | Elisabeth Gjerluff Nielsen | Nielsen                                | 4:30   |
| 6.  | "Der var en gang"                                                | Jepsen                     | Muhl                                   | 3:36   |
| 7.  | "Hvis du ka' høre mig"                                           | Linnet                     | Henrik Stanley Møller, Klaus Kjellerup | 4:08   |
| 8.  | "Hjerternes sang"                                                | Sebastian                  | Sebastian                              | 6:05   |
| 9.  | "En pige og en mand"                                             | Lis Sørensen               | Sørensen                               | 5:20   |
| 10. | "Ingen titel" (skjult spor) (instrumental udgave af "Morgensol") |                            | Muhl                                   | 0:51   |

## Hitlister
| Hitliste (1989)             | Højeste placering |
| --------------------------- | ----------------- |
| Sverige (Sverigetopplistan) | 2                 |